# Kristian Leontiou
Kristian Leontiou (ur. luty 1984 w Londynie) – brytyjski piosenkarz pop.

## Życiorys
Jest synem Greko-Cypryjczyka oraz Angielki. Jego siostra, Alexa, jest piosenkarką we własnym zespole oraz gościnnym wokalem na jego B-Side, „Hi-Lo & In Between”. Zdiagnozowano u niego dysleksję już we wczesnym wieku dziecięcym. Kristian pracował w kilku różnych zawodach, zanim zdecydował zabrać się za muzykę.
Po nagraniu własnego dema, uzyskał szansę spotkania z Wytwórnią Polydor, która uznała, że z wyglądu bardziej pasuje do muzyki rap niż pop. Jednak zmienili swoje zdanie i pod koniec 2003 roku podpisali z nim kontrakt o wartości 1 miliona funtów. Nazwano go „męskim Dido”. Trafiał do publiczności poprzez rozgłośnię radiową BBC Radio 2. Jego debiutancki singel „Story Of My Life” został wypuszczony w czerwcu 2004 roku i osiągnął 9. pozycję na liście UK Singles Chart. Kolejny singel „Shining” uzyskał najwyżej 13. pozycję w sierpniu oraz był na miejscu 32-im listy najczęściej odsłuchiwanych piosenek w Anglii w roku 2004-ym.
Jego album „Some Day Soon” został uznany złotym (sprzedano 100,000 kopii) i osiągnął miejsce 13-e na liście albumów. Kolejny – trzeci – singel „Some Say” został wypuszczony w listopadzie, ale niestety zyskał tylko 54. pozycję. W kwietniu 2005 roku album powtórnie wydano, tym razem z nową okładką Tracy Chapman-a „Fast Car”.
Kristian koncertował po Anglii w listopadzie 2004 roku.
W obecnej chwili jest członkiem zespołu One eskimO. Nadchodzący album tej grupy został wydany przez Rollo Armstrong-a (z zespołu Faithless). One eskimO współpracuje z Faithless w piosence „Hope & Glory”, znajdującej się na płycie To All New Arrivals.

## Dyskografia

### Albumy
- Some Day Soon (maj 2004, Anglia) – oryginalne wydanie, uznany złotym albumem.
- Some Day Soon (kwiecień 2005, Anglia) – wtórne wydanie w nowej szacie graficznej oraz bonusowym singlem – „Fast Car”.

### Single
- Story Of My Life (maj 2004).
- Shining (sierpień 2004).
- Some Say (listopad 2004).
- Fast Car (kwiecień 2005) – tylko do ściągnięcia.